# Phare de Cayman Brac
Le phare de Cayman Brac (en anglais : Cayman Brac Lighthouse) est un phare actif situé à l'extrémité est de l'île Cayman Brac aux Îles Caïmans, en mer des Caraïbes.

## Histoire
La première station de signalisation maritime a été établie à la fin des années 1930. C'était une tourelle métallique montée sur un socle fermé peint en noir.
Ce premier phare a été remplacé, dans les années 1980, par une tour à claire-voie avec une balise à énergie solaire. Le phare actuel, à côté de l'ancien, est situé au sommet d'une falaise à l'extrémité est de Cayman Brac, une île située à environ 130 km au nord-est de Grand Cayman. L'île est accessible par avion.

## Description
Ce phare  est une tourelle à base triangulaire en acier à claire-voie, sans galerie et une balise de 6 m de haut. La tour est peinte en blanc. Il émet, à une hauteur focale de 46 m, deux éclats blancs par période de 15 secondes. Sa portée est de 12 milles nautiques (environ 22 km).
Identifiant : ARLHS : CAY-... - Amirauté : J5240 - NGA : 110-13748.

### Lien connexe
- Liste des phares des îles Caïmans